# Estació de Moncofa
Moncofa és una estació de la línia C-6 de la xarxa de Rodalies Renfe de València situada a l'oest del nucli urbà de Moncofa, una mica allunyada d'aquest, a la comarca de la Plana Baixa de la província de Castelló.
L'estació es troba a la línia del Corredor Mediterrani, per la qual cosa passen molts trens de llarg recorregut sense parar.
| Procedència/Destinació     | <      | Línia | >                  | Procedència/Destinació |
| -------------------------- | ------ | ----- | ------------------ | ---------------------- |
| Rodalies València de Renfe |        |       |                    |                        |
| València-Nord              | Xilxes | C-6   | Nules-La Vilavella | Castelló de la Plana   |